# 文峰街道 (扬州市)
文峰街道，是中华人民共和国江苏省扬州市广陵区下辖的一个乡镇级行政单位。

## 行政区划
文峰街道下辖以下地区：
渡江南路社区、皮坊街社区、宝塔社区、三里桥社区、联谊路社区、八大家社区、化工社区、连运社区、连福社区、渡江村和文峰村。